# Brávellir
Brávellir (en vieux norrois) ou Bråvalla (en suédois moderne), est le nom de la plaine centrale d'Östergötland en Suède, dans la mythologie nordique. 
Cette plaine est devenue célèbre en raison de la Bataille de Brávellir qui s'y déroula au VIIIe siècle selon les sagas. C'est sur cette plaine que plusieurs centaines de guerrières, les Skjaldmös (jeunes femmes boucliers) combattirent pour leurs droits au côté des hommes. 
La plaine de Brávellir est bordée par la forêt de Kolmården.